# Al Hansen

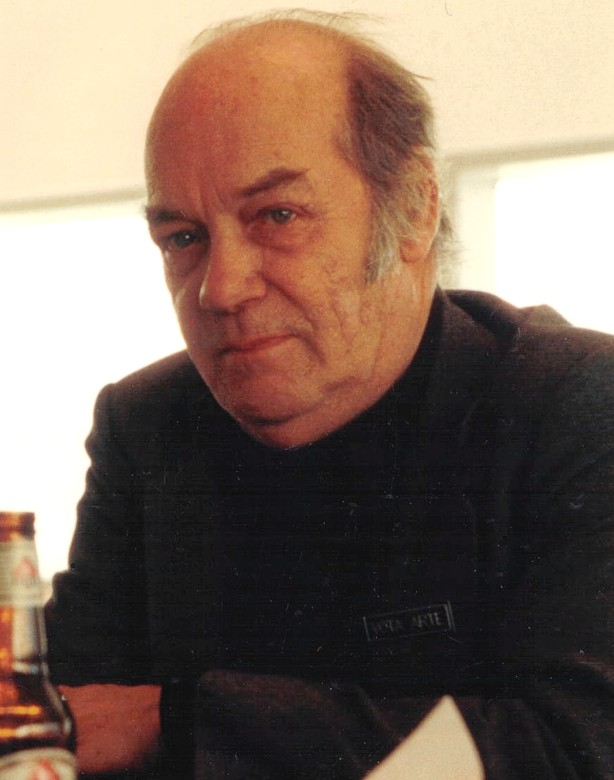
Al Hansen (1994)

Alfred Earl „Al“ Hansen (* 5. Oktober 1927 in New York City; † 22. Juni 1995 in Köln) war ein US-amerikanischer Künstler norwegischer Abstammung. Er gilt als einer der wesentlichen amerikanischen Protagonisten der Fluxus-Kunst.

## Leben
Hansen diente 1945 als junger Soldat in Deutschland in Frankfurt am Main und 1948 in Berlin. 1949 studierte er an der Art Students League in New York City, 1950 am Brooklyn College und 1956 an der New School For Social Research - Experimental Music bei John Cage.
Ab 1967 unterrichtete er an der Rutgers University in New Jersey, 1970 an der Parsons School of Design und 1979 an der Eskimo Art School Nuuk-G. in Grönland.
In New York war Hansen aktiv in Andy Warhols Factory und arbeitete u. a. mit John Cage. Für den amerikanischen Teil der Fluxus-Bewegung galt er mit seinen Performance-Stücken und Happenings als eine der prägenden Figuren.
1983 ging Al Hansen nach Köln und hatte eine Reihe von Ausstellungen. 1987 gründete er, inspiriert u. a. von der Final Academy des britischen Pop- und Performance-Künstlers Genesis P-Orridge, mit der Performancekünstlerin Lisa Cieslik in Köln die Ultimate Akademie. Als freie Ausbildungsinstitution für Performance-Kunst wurde sie zur Anlaufstelle für eine Reihe rheinischer und internationaler Künstler der „time based arts“. Hansen war in dieser Zeit auch Mentor seines Enkels, des späteren Pop-Musikers „Beck“ Hansen.
Nach Al Hansens Tod 1995 wurde in Köln auf seinen Wunsch eine Fluxus-Beerdigung unter Teilnahme befreundeter Künstler und seiner Tochter Bibbe Hansen veranstaltet.

## Werk

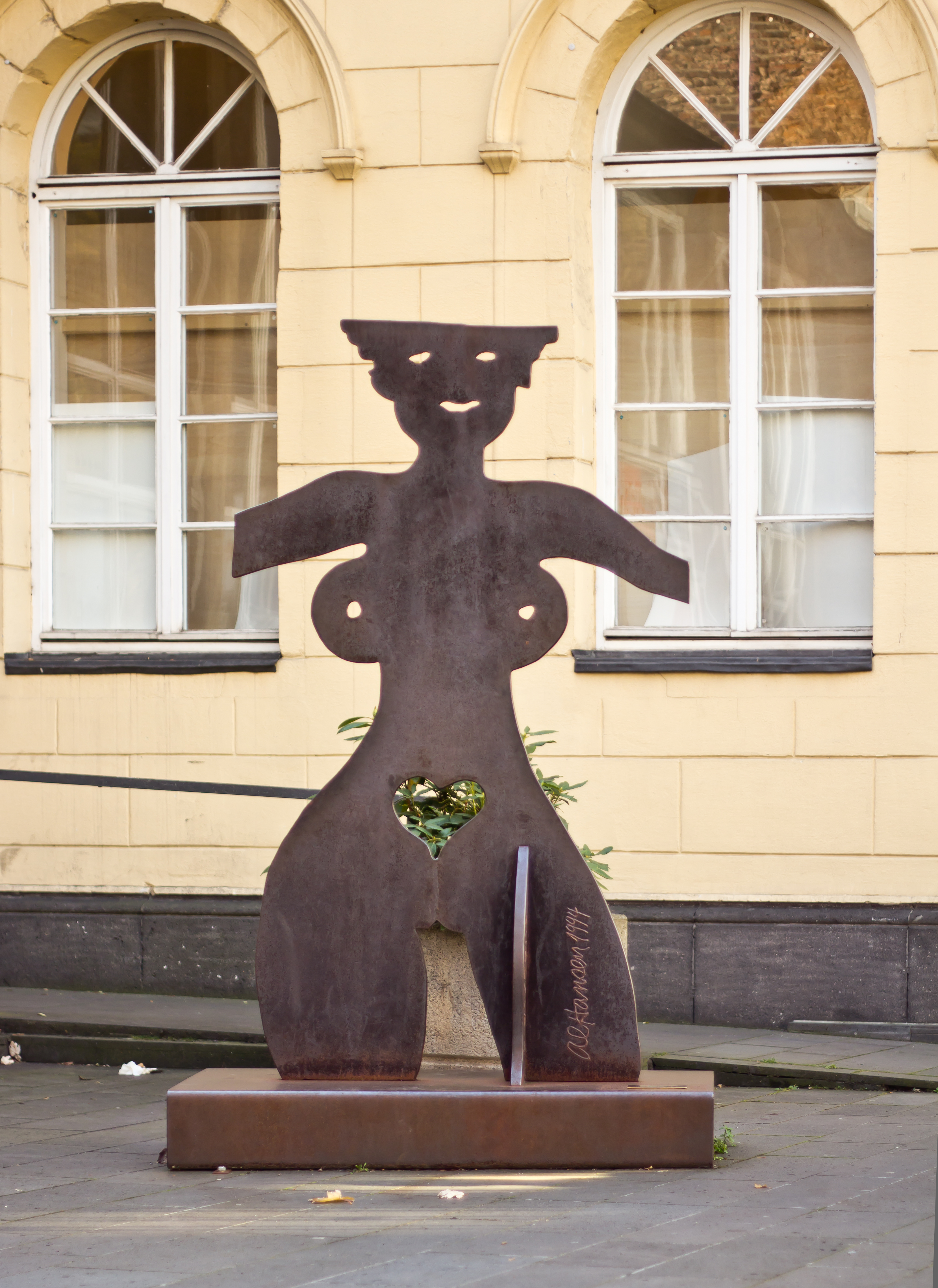
Amazone 3/9 vor dem Kölnischen Stadtmuseum

Eine erste legendäre Aktion Hansens bestand darin, als Besatzungssoldat in Frankfurt 1946 ein Klavier aus einem ausgebombten fünfstöckigen Haus zu stürzen. Daraus wurde später eine bekannte Performance, nach seiner damaligen Freundin Yoko Ono Yoko Ono Piano Drop genannt, die als konzeptioneller Vorläufer anderer Instrument-Zerstörungen gilt, so bei Nam June Paik und später Jimi Hendrix.
1965 veröffentlichte er mit „A Primer of Happenings and Time Space Art“ (Something Else Press) eines der Standardwerke über diese Bewegung.
Daneben arbeitete er auch als bildender Künstler, wobei er gerne Abfallstücke verwendete, so in hunderten Variationen der Zigaretten-Venus, einer aus Zigarettenstummeln zusammengeklebten Nachempfindung der prähistorischen Venus von Willendorf.